# Rescrit
 (mai 2014).
Si vous disposez d'ouvrages ou d'articles de référence ou si vous connaissez des sites web de qualité traitant du thème abordé ici, merci de compléter l'article en donnant les références utiles à sa vérifiabilité et en les liant à la section « Notes et références ».

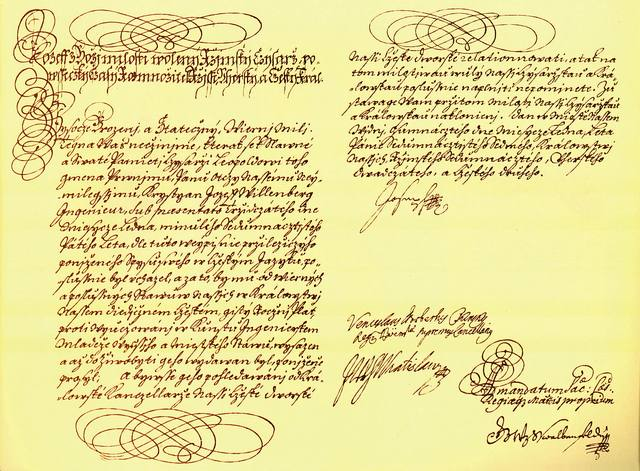
Première et dernière pages d'un rescrit de l'empereur Joseph Ier du Saint-Empire, autorisant la création de l'université technique tchèque.

Un rescrit (du latin rescriptum, de rescribere, « récrire ») est un acte administratif donné par écrit (d'où son nom) par une autorité dans son domaine de compétence propre, qui fournit une réponse à une question écrite, posée par une personne (physique ou morale), et détaillant le contexte et les conditions précises du problème évoqué.

## Droit romain
Un rescrit est un texte de l'autorité impériale dans l'Empire romain ayant force exécutive, sous la forme d’une réponse de l'empereur romain à une question de droit sur laquelle il était consulté (par les magistrats, les gouverneurs de province, mais aussi des personnes privées). On rencontre peu d'exemples avant l'empereur Hadrien.
- Quand il répondait à un particulier, le rescrit était transcrit au bas de la demande, sous forme de subscriptio, le document faisant donc l'objet d'une nouvelle écriture.
- Quand il était adressé à un magistrat, il prenait cependant la forme d'une lettre (epistula) distincte.

Pour fixer les limites de la réponse, il commençait généralement par la formule : « Si vera sunt ea quae complexa est […] » (« si les affirmations que tu (vous) as (avez) résumées sont vraies »).
Le rescrit répondait selon les principes généraux du droit ou de l'action publique (impériale) à  un problème particulier. Il était public, c'est-à-dire qu'il était applicable — et chacun pouvait s'en prévaloir — dans les conditions énoncées et rappelées en exergue dans la questio, sans que soient jugés le mérite, l'opportunité ou la valeur de la question posée. 
Le terme a pu finir par désigner après le IVe siècle toute lettre d'ordres donnée par une autorité sur une affaire particulière.
Le rescrit du sergent exécuteur était en droit ancien le rapport que faisait le sergent chargé d'une saisie.

## Droit fiscal
De nos jours, le rescrit fiscal est une prise de position formelle de l'administration fiscale, saisie par un contribuable. En cas d'interrogation sur la fiscalité applicable à une situation précise, la procédure du rescrit permet d'obtenir une réponse précise et définitive, opposable à l'administration y compris si la solution donnée est contraire à la loi. Le rescrit fiscal fait ainsi prévaloir la sécurité juridique du contribuable sur le principe de légalité et de hiérarchie des normes.

## Église catholique
Dans l'Église catholique, on appelle également rescrit une lettre apostolique. Les rescrits ecclésiastiques peuvent émaner de toute autorité ecclésiastique : le souverain pontife, la congrégation romaine, un évêque, un vicaire général ou un vicaire épiscopal.
Les rescrits de justice ont pour objet la décision relative à un procès ou une contestation portés devant le Saint-Siège. Les rescrits de grâce concernent les faveurs accordées au destinataire sur sa demande.
Le rescrit ecclésiastique est la forme sous laquelle sont accordés dispenses ou privilèges (voir indult). Il faut, par exemple, un rescrit du siège apostolique pour qu'un prêtre catholique soit autorisé à quitter l'état clérical (ce qui n'annule pas son ordination).